# Alan E. Nourse
Alan Edward Nourse (* 11. August 1928 in Des Moines, Iowa; † 19. Juli 1992 in Thorp, Washington) war ein amerikanischer Science-Fiction-Autor und Arzt.

## Leben
Alan Nourse absolvierte die Highschool in Long Island, New York. Im Zweiten Weltkrieg diente er in der U.S. Navy. Nach Kriegsende studierte Nourse Medizin und schloss mit dem Bachelor of Science 1951 der Rutgers University, New Brunswick, New Jersey ab. Nebenbei hatte er begonnen, Romane zu schreiben. Am 11. Juni 1952 heiratete er Ann Morton in Lynden, New Jersey. 1955 erreichte er an der University of Pennsylvania den Doktorgrad der Medizin (M.D.) und arbeitete anschließend ein Jahr am Virginia Mason Hospital in Seattle im Staat Washington. Von 1958 bis 1963 praktizierte er als Arzt in North Bend, Washington. Seine medizinischen Studien halfen ihm bei seinen Science-Fiction Themen. Nourse war befreundet mit den Autoren Avram Davidson und Robert A. Heinlein, der ihm 1964 eines seiner Bücher (Farnham’s Freehold) widmete.

## Themen
Nourse publizierte seine erste SF-Story High Threshold 1951 in der Zeitschrift Astounding. Er schrieb sowohl für Jugendliche als auch für Erwachsene Science Fiction sowie Sachliteratur-Arbeiten über Medizin und Wissenschaft. Während seine frühen Werke hauptsächlich das Motiv eines Konfliktes zwischen der Erde und ihrer Kolonien im Weltall behandeln, dreht es sich in seinen späteren Werken stärker um Medizin, Seuchen und die Rolle der Technik bei der Entwicklung der Menschheit.
Etwas Verwirrung entstand unter Science-Fiction-Lesern, die wussten, dass Andre Norton den Schriftstellernamen „Andrew North“ in ungefähr derselben Zeit verwendete. Sie nahmen irrtümlicherweise an, dass „Alan Nourse“ ein anderer Schriftstellername von Norton sei. Nourses Roman The Bladerunner gab dem berühmten Film nur den Namen und hat nichts mit der Handlung zu tun.

## Bibliografie
Romane

- Trouble on Titan. (1954)
  - Deutsch: Der sechste Mond. Übersetzt von Werner Gronwald. AWA (Astron-Bücherei), 1959. Auch: Goldmanns Weltraum Taschenbücher #04, 1962.
- A Man Obsessed. (1955)
  - Deutsch: Der Besessene. Übersetzt von Heinz Zwack. Moewig (Terra #378), 1965.
- Rocket to Limbo. (1957)
  - Deutsch: Phantom-City. Übersetzt von Heinz Zwack. Moewig (Terra Sonderband #89), 1964. Auch als: Die Fahrt zum Höllenplaneten. Übersetzt von Reinhard Merker. Müller, Rüschlikon u. a. 1976, ISBN 3-275-00613-4.
- Scavengers in Space. (1958)
  - Deutsch: Die Zeitkapsel. Übersetzt von Robert W. Eiben. Moewig (Terra #225), 1962.
- The Invaders Are Coming! (Mit J. A. Meyer, 1959)
  - Deutsch: Wenn das Grauen kommt. Übersetzt von Heinz Zwack. Gebrüder Zimmermann (Balowa Bestseller des Kosmos), 1963. Auch: Moewig (Terra #307), 1965.
- Star Surgeon. (1959)
  - Deutsch: Die Chirurgen der Galaxis. Übersetzt von C. Katschinski. Moewig (Terra #235), 1962.
- Raiders from the Rings. (1962)
  - Deutsch: Das Phantomschiff. Übersetzt von Birgit Reß-Bohusch. Moewig (Terra #518/519), 1967.
- The Universe Between. (1965)
  - Deutsch: Die Schwelle zur anderen Welt. Übersetzt von Birgit Reß-Bohusch. Moewig (Terra #550), 1968.
- The Mercy Men. (1968, überarbeitete Fassung von A Man Obsessed)
  - Deutsch: Die verbotene Wissenschaft. Übersetzt von Tony Westermayr. Goldmanns Weltraum Taschenbücher #0127, 1971.
- The Bladerunner. (1974)
- The Fourth Horseman. (1983)

Sammlungen

- Tiger by the Tail and Other Science Fiction Stories. (1961, auch als Beyond Infinity, 1964)
  - Deutsch: Brücke zur Sonne. Übersetzt von H. P. Lehnert. Pabel-Moewig (Terra Astra #114), 1973.
- The Counterfeit Man: More Science Fiction Stories. (1963)
  - Deutsch: Der gefälschte Mensch (Teil I) / Die Waffe des Friedens (Teil II). Übersetzt von H. P. Lehnert. Pabel-Moewig (Terra Astra #127 / #143), 1974.
- Psi High and Other Stories. (1967)
  - Deutsch: Der Weg in die Galaxis. Übersetzt von Birgit Reß-Bohusch. Moewig (Terra Nova #114), 1971.
- RX for Tomorrow. (1971)
  - Deutsch: Hospital Erde (Teil I) / Der freie Agent (Teil II). Übersetzt von Eva Sander. Pabel-Moewig (Terra Astra #77 / #85), 1973.
- Short Science Fiction Collection Vol. 008. (2008)
- 12 Worlds of Alan E. Nourse: Tales from the Golden Age of Science Fiction! (2010)
- Alan E. Nourse Resurrected: The Works of Alan E. Nourse. (2011)
- Five Stories by Alan Nourse. (2012)
- Anthology of Sci-Fi V5: The Pulp Writers: Alan E. Nourse. (2013)
- The 17th Golden Age of Science Fiction Megapack. (2015)

Kurzgeschichten

Wird bei Kurzgeschichten als Quelle nur Titel und Jahr angegeben, so findet sich die vollständige Angabe unter Sammlungen.
- High Threshold (1951)
- The Universe Between (1951)
- Tiger by the Tail (1951)
- Love Thy Vimp (1952)
- Counterfeit (1952, auch als The Counterfeit Man)
- Final Barrier (1952)
- Marley’s Chain (1952)
- Wanderlust (1952)
- In Sheep’s Clothing (1952)
  - Deutsch: Baby vom anderen Stern. In: Hospital Erde. 1973.
- Q-B-B (1952)
- Nightmare Brother (1953)
- Peacemaker (1953)
- Family Resemblance (1953)
- Derelict (1953)
- Infinite Intruder (1953)
- Heir Apparent (1953)
  - Deutsch: Der Nachfolger. In: Der freie Agent. 1973.
- Consignment (1953)
- The Dark Door (1953)
- Letter of the Law (1954)
- The Fifty-Fourth of July (1954)
- Journey for the Brave (1954)
- Sixty-Year Extension (1954, auch als Free Agent)
  - Deutsch: Der freie Agent. In: Der freie Agent. 1973.
- The Link (1954)
- My Friend Bobby (1954)
- Symptomaticus Medicus (1954)
  - Deutsch: Arzt aus einer anderen Welt. In: Hospital Erde. 1973.
- The Image of the Gods (1954)
- The Brain Sinner (1955)
- The Canvas Bag (1955)
- Grand Rounds (1955)
  - Deutsch: Der seltsame Patient. In: Hospital Erde. 1973.
- Meeting of the Board (1955)
- An Ounce of Cure (1955)
- The Expert Touch (1955)
- Brightside Crossing (1956)
  - Deutsch: Gluthölle Merkur. In: Lothar Heinecke (Hrsg.): Galaxis Science Fiction, #2. Moewig, 1958.
- Second Sight (1956)
- PRoblem (1956)
- Martyr (1957)
- The Coffin Cure (1957)
  - Deutsch: Die Coffin-Kur. In: Peter Naujack (Hrsg.): Roboter. Diogenes, 1962.
- Prime Difference (1957)
- The Native Soil (1957)
- Bramble Bush (1957)
  - Deutsch: Der Brombeerstrauch. In: Der freie Agent. 1973.
- Rx (1957)
  - Deutsch: Hospital Erde. In: Hospital Erde. 1973.
- Bear Trap (1957)
- Contamination Crew (1958)
  - Deutsch: Das Hlorg. In: Hospital Erde. 1973.
- Hard Bargain (1958)
- The Gift of Numbers (1958)
  - Deutsch: Das Zahlengenie. In: Hospital Erde. 1973.
- Gold in the Sky (1958)
  - Deutsch: Die Zeitkapsel. Moewig (Terra #225), 1962.
- The Utter Stranger (1958)
- Star Surgeon (1959)
- The Mirror (1960, auch als Mirror, Mirror, 1967)
- Circus (1963)
- The Man in the White Mask (1964)
- The Compleat Consumators (1964)
  - Deutsch: Totale Vereinigung. In: Thomas Landfinder (Hrsg.): Liebe 2002. Bärmeier & Nikel, 1971.
- A Miracle Too Many (1964, mit Philip H. Smith)
- Psi High (1967)
  - Deutsch: Der Weg in die Galaxis. Moewig (Terra Nova #185), 1971.
- Magic Show (1969)
- Plague! (1971)
  - Deutsch: Pest. In: Der freie Agent. 1973.
- The Last House Call (1971)
  - Deutsch: Der letzte Hausbesuch. In: Der freie Agent. 1973.
- Nize Kitty (1975)
- What a Place the World Would Be (1990)
- Bonus Story! And now a message (2011)

Sachliteratur
- So You Want to Be a Lawyer. (Mit William B. Nourse, 1959)
- Nine Planets. (1960)
- So You Want to Be a Nurse. (1961)
- The Body. (Life Science Library) (1965)
  - Deutsch: Der Körper. Übersetzt von Uta de Lippe & Peter Boese. Einführung von Hans Reichel. rororo-sachbuch #6686/6688, Das farbige Life-Bildsachbuch #4, DNB 457251735; 4. Auflage 1974, ISBN 3-499-18004-9.
- Intern. (Als Doctor X, 1965)
- Universe, Earth and Atom: The Story of Physics. (1969)
- Venus and Mercury: A First Book. (1972)
- The Backyard Astronomer. (1973)
- The Giant Planets: A First Book. (1974)
- The Asteroids: A First Book. (1975)
- Viruses: A First Book. (1976)
- Hormones: An Impact Book. (1979)
- Inside the Mayo Clinic. (1979)
- Herpes: An Impact Book. (1985)
- AIDS: An Impact Book. (1986)
- The Elk Hunt (1986)
- Teen Guide to Safe Sex. (1990)
- Sexually Transmitted Diseases. (1992)
- The Virus Invaders: A Venture Book. (1992)